# 구글링

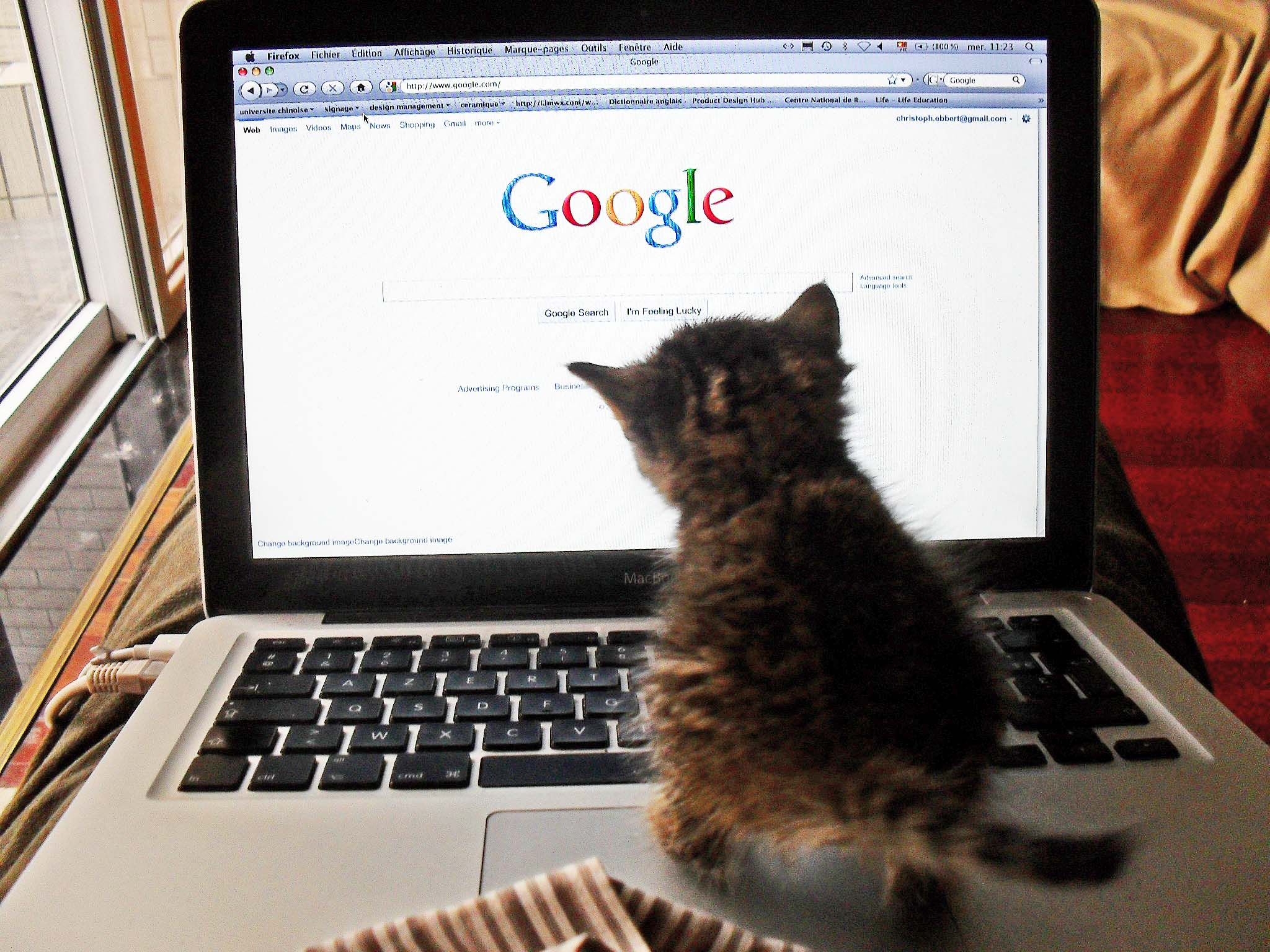
구글링하는 행위

구글링(Googling→구글로 검색하기)이란 전 세계적으로 유명한 포털 사이트인 구글(Google)에 -ing를 붙여 만든 단어로, "구글로 정보를 검색한다"라는 뜻을 가지고 있다. 영어권에서도 구글이라는 말을 이 같은 뜻의 동사로 사용한다. 본래 구글(Google)에서 파생된 말이나 요즘은 점차 그 범위가 넓어져 '검색한다'라는 뜻도 가진다. 정확하고 뛰어난 검색으로 인해 '구글링한다'라는 말이 일반명사화가 될 정도의 영향력을 갖게 되었지만, 개인의 신상 정보 노출이나 정보의 편향성, 신뢰성과 관련한 여러 문제를 야기하고 있다. 방대한 정보를 저장하는 메타데이터를 구글의 검색 로봇이 자료를 수집한다. 다양한 부가 검색 기능, 검색 결과의 질 면에서 구글은 다른 어떤 사이트보다 좋은 평가를 받고 있으며 이는 구글의 경쟁력이다. 하지만, 동시에 이러한 '강력한 검색' 결과가 개인정보 노출이라는 부작용을 낳고 있기도 하다. 또한 자료 갱신 속도가 한국 포털 사이트에 비해 느리다.

## 검색 예시
1. 다음 단어 또는 문구 정확하게 포함"검색어" ex. "랫테리어"
예시
2. 다음 단어 중 아무거나 포함검색어 OR 검색어 ex. 미니어처 OR 표준
site:와 결합해 쓸 수 있다. 예시
3. 다음 단어 제외-검색어 ex. -설치류, -"잭러셀"
4. 숫자 범위숫자..숫자 ex. 10..35lb, $300..$500, 2010..2011
5. 언어lr=lang_?? (en, ko, ja, zh-CN, zh-TW, etc)
선택한 언어로 된 페이지를 찾는다.
6. 지역cr=country?? (US, KR, JP, CN, TW, etc)
특정 지역에 게시된 페이지를 찾는다.
7. 최종 업데이트&tbs=qdr:n/h/d/w/m/y(숫자) &tbs=cdr:1,cd_min:월.일.년,cd_max:월.일.년
선택한 기간 내에 업데이트된 페이지를 찾는다.
8. 사이트 또는 도메인site:검색어
하나의 사이트(예: wikipedia.org )를 검색하거나 .edu, .org 또는 .gov 등의 도메인으로 검색 결과를 제한한다. ?가 들어가면 오류가 날 수 있다. 비교 예시
9. 검색어 표시 위치intitle:검색어 intext:검색어 inurl:검색어 inanchor:검색어
찾는 페이지에 대한 링크나 웹 주소 또는 페이지 제목, 전체 페이지에서 용어를 검색한다.
10. 파일 형식filetype:검색어
원하는 형식으로 된 페이지를 찾는다.
11. 페이지당 검색 결과 개수&num=10/20/30/40/50/100
12. 검색 결과 여는 창&newwindow=1
선택한 검색 결과를 새 브라우저 창에서 열기
13. 지역 설정gl=?? (US, KR, JP, TW, etc)
14. Google 제품에서 사용할 언어hl=?? (en, ko, ja, zh-CN, zh-TW, etc)
15. 번외유튜브 라이브
USA Korea Japan Taiwan

## 자주 틀리는 연산자
1. OR
둘 중 하나라도 들어간 글을 검색한다.
대다수 블로그에서는 A or B로 소문자를 쓰던데, 절대 안 된다.
OR은 반드시 대문자여야 하며, A,B 와 OR사이는 반드시 띄어야 한다.
intitle:"치킨 or 피자"
intitle:"치킨 OR 피자"
2. ~
비슷한 의미를 가진 검색어도 찾는다고 알려졌지만,
몇 년 전에 폐기된 연산자이다.
만약 존재한다면 검색어, 유의어1, 유의어2... 가 검색되는 상황에서 검색어만 뺀다면, 유의어가 남아야 한다. 그러나 검색 결과는 아무것도 없다. 작동하지 않는다는 증거이다.
~예쁘다 -"예쁘다"
~아름답다 -"아름답다"
3. ..(숫자 범위, numrange)
특정 숫자와 숫자 사이를 한 번에 검색할 때 쓴다.
2001년..2019년이라고 오해하시는데, 틀렸다.
"2001..2019 년"이라고 해야 제대로 작동한다.
이를 응용해 유튜브를 오늘의 화제 글처럼 쓸 수도 있다.
intitle:"2001년..2019년"
intitle:"2001..2019년"
4. intitle:(검색어) inurl:(검색어)
제목(title) 또는 주소(url)에서 검색한다. 맨 앞 문자를 반드시 소문자로 입력해야 한다.
대문자로 할 시 (아래)
Intitle:꽃

## 같이 보기
- 신상 털기
- 인육수색